# Kőröstetétlen
Kőröstetétlen je vas na Madžarskem, ki upravno spada pod podregijo Ceglédi Županije Pešta.